# 石峁遗址
石峁遗址是中国陕西省神木县境内的一处新石器时代遗址。遗址位于高家堡镇石峁村秃尾河北侧山峁，在长城南边十余公里，黄河西边二十余公里。秃尾河与铜川沟交汇处，地处陕北黄土高原北部边缘，兴建于公元前2300年前后，废弃于公元前1800年前后。遗址中包含内、外城和“皇城台”，总面积为425万平方米，为已知中国新石器时代晚期面积最大的城址，但是没有任何文字史料记载该遗址。除此之外，还发掘出房址、墓葬等遗迹，提供了当时气候、文化、社会等信息。石峁是石器时代玉的集大成者，玉石文化直接源自于良渚文化。
石峁遗址发现于1976年，2006年入选全国重点文物保护单位。2012年对城垣遗址的发掘入选中国十大考古新发现。2013年8月，入选10项“世界重大田野考古发现”。

## 发现过程

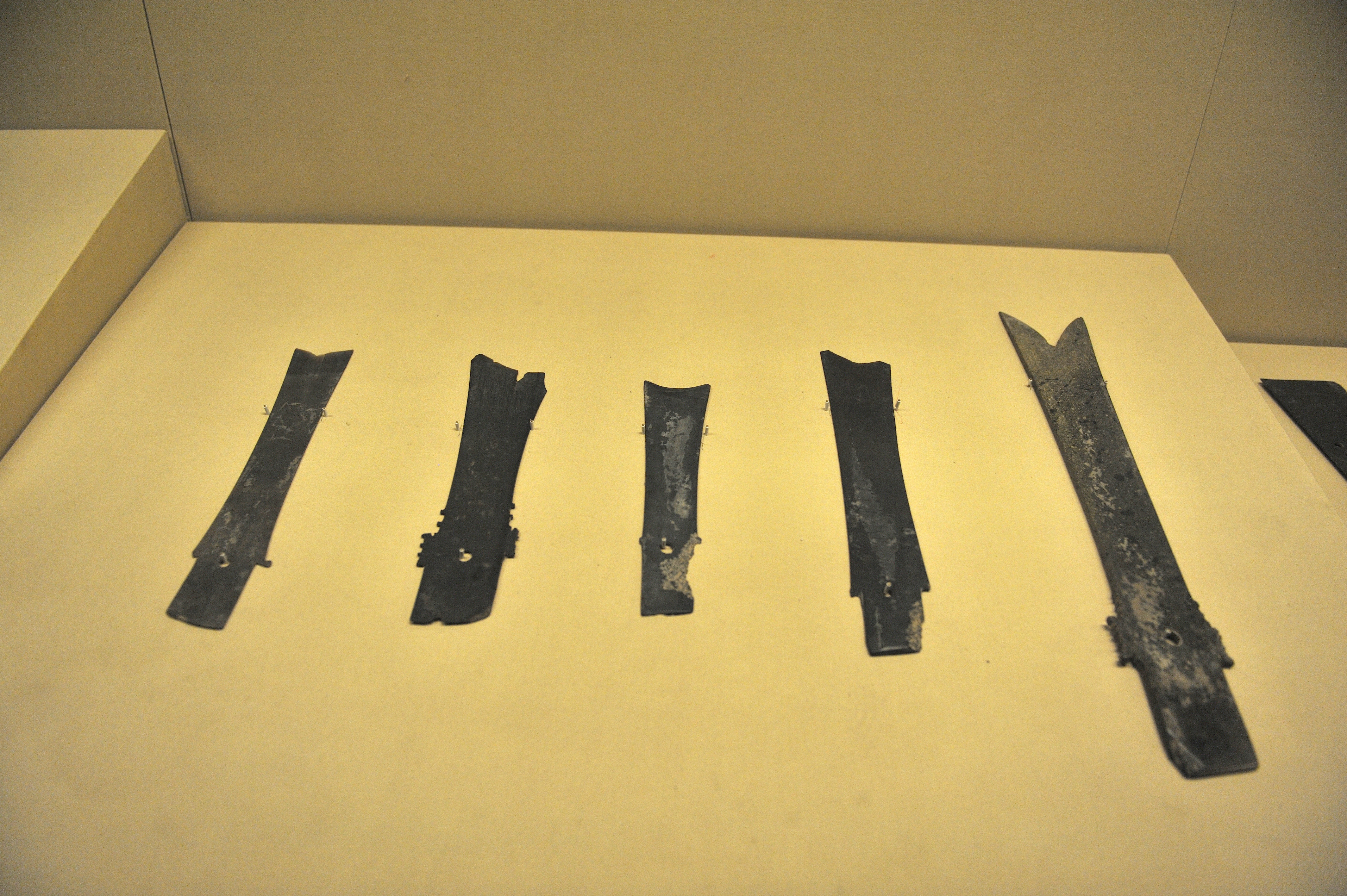
牙璋，陕西历史博物馆藏

20世纪20-30年代，石峁遗址所在地区出土大量玉器，当地的贫苦农民曾经用遗址中发现的玉器换取食物，有过“斗玉易升米”的说法。1929年，科隆东亚艺术博物馆藏品主任阿爾弗雷德·薩爾莫尼（Alfred Salmony）在北京收购榆林农民售出的一件53.4厘米长的墨玉质“刀形端刃器”，藏于該馆，引起了考古和收藏界的重视，后世认为该玉器当出自石峁。陕西省考古研究院院长王炜林估计有4000余件石峁玉器流失海外。陕西元阳文化博物馆馆长高玉书认为，国外有遗址玉器两三千件， 国内有两千多件， 神木县私人收藏家胡文皋拥有数百件。收藏石峁玉器的机构有：大英博物馆、哈佛大学赛克勒博物馆、波士顿美术馆、芝加哥美术馆、白鹤美术馆、伦敦大学亚非学院 、陕西历史博物馆、神木县博物馆和陕西省考古研究院等。
1976年夏天，西北大学考古系教授戴应新在考察时偶然获知石峁的信息，于是立即前往考察，遗址自此被发现。1981年，西安半坡博物馆对石峁遗址进行了小范围的考古发掘，发现了一部分房址、墓葬和灰坑。此后，中国社会科学院考古研究所、陕西省和神木当地的文物机构多次对遗址进行复查，遗址中的大量玉器、陶器以及石雕人像使得遗址获得了考古界的广泛关注。但当时，为了厘清遗址规模、年代及文化背景等问题，2011年，陕西省考古研究院等机构对石峁遗址进行了区域调查，确定了遗址的范围。2012年，陕西省考古研究院和榆林地区文物部门组成联合考古队首次确认遗址由相对独立的“石构城址”、“马面”和“角楼”组成，是已发现的“中国史前时期规模最大的城址”。

## 遗存

### 城址
石峁遗址包含内城和外城。内城中心为“皇城台”，为垂直高差70米的高台，周边筑有护坡石墙，上有宫殿建筑基址和池苑遗址。台体东北部为门道，20世纪70年代尚可见石阶踏步。与中原和山东龙山文化的夯土城墙不同，石峁遗址的内外城城墙为石砌而成，残存城墙约3米高。内城面积210万平方米，依山势呈东北—西南分布，现存城墙残长2千米。外城为将内城东南城墙向东南方向扩筑而成，残长2.84千米，面积425万平方米。这一面积超过了良渚遗址（300多万平方米）和陶寺遗址（270万平方米）等城址，位列同时期已发现城址面积之最。
外城东门址已经过考古发掘。东门城址附近包含内外瓮城以及夯土墩台、门塾、马面等城防设施，马面、瓮城等均为中国城池中发现的最早实例。在倒塌的墙体中，考古工作者发现了玉铲、玉璜等玉器，证实了民间流传的城墙中藏有玉器的传说，被认为与辟邪有关。墙基处曾发现数个头骨坑，坑中发掘出个数不等的年轻女性头骨，部分有砍斩和灼烧痕迹，因而被认为是人牲。人牲的发现证明，当时的社会已经显著分化。外城东门址内还发现近200块壁画残块，为中国境内出土最多的史前壁画。壁画以几何图形为主，白灰面为底，使用铁红、铁黄、炭黑、绿土四种颜料绘制而成，且在技法上与汉代及以后的壁画相类似。

### 房屋
内城韩家圪旦的一处山峁曾进行发掘，并发现房屋和墓葬遗址。其中的墓葬叠压于房屋遗址之上，其历史比房屋晚200年。韩家圪旦发现的房址为窑洞式居室，分为前后两间，除居住作用外可能同时为玉器加工作坊，房址的一个灰坑中曾经出土过十几片灼烧过的卜骨。
而在外城东门附近发掘的一处房址则为韩家圪旦房址面积的3至4倍，据推测应为高等级院落。该房址位于南墩台内侧的高阜台地，包含两座地面房址和两座窑洞，其中有卧室、起居室和礼仪建筑。石砌窑门保存完好。

### 墓葬
韩家圪旦的墓葬遗址规模较大，形制相近，有壁龛和殉人，且有较多的随葬品。遗址中殉葬者多为年轻女性，双手反绑，侧卧向墓主人。部分墓葬出土了玉管、玉鸟等装饰品，以及20余片鸵鸟蛋壳，对于研究史前石峁居民对外交往提供了依据。
2022年，考古人員在皇城台的顶部西侧发现一处高等级墓地。

## 研究
考古学者认为，石峁城垣长度达10千米，宽度大于2.5米，依照现有残高计算，总石量超出了城内人群所能承担的范围，因而具备王权的象征意义，可能为4300年前该区域的统治中心。石峁考古队也在遗址周围数十平方公里范围内发现了十余座面积几万平方米到十几万平方米范围内的同时期小城遗址，印证了石峁遗址的中心地位。中国先秦史学会副会长沈长云结合《史记索隐》和《汉书·地理志》的记载，认为石峁遗址是屬黄帝部族的地區。而另一些学者则认为，该遗址的年代过于接近传说中的夏朝，应当为五帝末期的遗址。而曾任石峁城址考古队队长的孙周勇则撰文表示，在没有获得内证性材料支持的情况下，不应对遗址作出考古之外的解释。
2022年，付巧妹團隊通过大规模线粒体全基因组的分析发现，石峁人群和陕北地区本地较早期人群——仰韶时代晚期庙梁和五庄果墚人群的遗传联系最为紧密，与位于黄河中游晋南地区的陶寺人群的母系遗传联系最密切。相比于中国其他现代人群，石峁人群与现代汉族人群，尤其是和以秦岭-淮河为界的中国北方汉族人群之间母系遗传联系最紧密。

## 消失假说
有学者参考内蒙古鄂尔多斯的朱开沟遗址，认为石峁遗址和朱开沟遗址同属朱开沟文化，早期为农耕文化。但此后，气候变得干冷，距今3000年前后达到顶峰，使得当地族人不得不东迁或南迁。

## 破坏与保护
20世纪90年代以来，由于城墙中有玉器的传言，石峁遗址石砌城墙遭到严重破坏。2007年前后，韩家圪旦遗址墓群遭到大规模盗掘。当地民营采石场对遗迹和自然环境造成了严重的破坏，并切断了内城城墙。农田的深耕和新修墓园也对遗址造成了干扰。对此，文物部门也采取了划定范围、整体搬迁、就地搭建场馆的保护措施。在2016年陕西省政府第六次常务会议上决定将按程序颁布实施《石峁遗址保护规划（2016年-2030年）》。